# Ugny-l’Équipée
Ugny-l’Équipée ist eine französische Gemeinde mit 30 Einwohnern (Stand 1. Januar 2022) im Département Somme in der Region Hauts-de-France im Norden von Frankreich. Die Gemeinde gehört zum Kanton Ham und ist Teil des Gemeindeverbandes Est de la Somme.

## Geographie
Die Gemeinde liegt in der historischen Grafschaft Vermandois acht Kilometer nördlich von Ham an der Straße von Voyennes an der Somme nach Beauvois-en-Vermandois.

## Geschichte
Die Gemeinde wurde im Ersten Weltkrieg zerstört. Die Kirche wurde nach 1919 auf den alten Grundmauern wieder aufgebaut.

## Einwohner
| 1962 | 1968 | 1975 | 1982 | 1990 | 1999 | 2006 |
| ---- | ---- | ---- | ---- | ---- | ---- | ---- |
| 67   | 44   | 48   | 46   | 57   | 46   | 43   |

## Verwaltung
Bürgermeister (Maire) ist seit 2001 Jean-Pierre Delville.